# Kangaslampi
Kangaslampi is een voormalige gemeente in de Finse provincie Oost-Finland en in de Finse regio Zuid-Savo. De gemeente heeft een totale oppervlakte van 299 km2 en telde 1608 inwoners in 2003.
De gemeente werd in 2005 toegevoegd aan Varkaus.